# Madison Leisle
Madison Janis Leisle (2 de junho de 1999) é uma actriz norte-americana conhecida pelas suas participações nas séries Ghost Whisperer e Grey's Anatomy.

## Filmografia

### Televisão
| Ano                             | Série                      | Personagem            | Episódio               |
| ------------------------------- | -------------------------- | --------------------- | ---------------------- |
| 2009                            |                            |                       |                        |
| Ghost Whisperer                 | Julia Miller               | "Lost in the Shadows" |                        |
| Ghost Whisperer                 | Julia Miller               | "Dead Listing"        |                        |
| Ghost Whisperer                 | Julia Miller               | "See No Evil"         |                        |
| The Mentalist                   | Emily Derask               | "Red Badge"           |                        |
| Nickelodeon Kids' Choice Awards | Dançarina - Pussycat Dolls |                       |                        |
| 2007                            | Grey's Anatomy             | Lisa                  | "Drowning on Dry Land" |
| 2007                            | Grey's Anatomy             | Lisa                  | "Walk on Water"        |
| 2006                            | Love's Abiding Joy         | Annie                 | Filme para televisão   |
| 2005                            | Last Laugh                 | Choir Girl            |                        |
| 2004                            | The Studio                 | Young Heather         | Piloto                 |

### Filmes
| Ano  | Filme              | Personagem     |
| ---- | ------------------ | -------------- |
| 2010 | Kill Katie Malone  | Little Girl    |
| 2010 | The Codex Gigas    | Chloe (jovem)  |
| 2009 | The City of Lights | Jade           |
| 2009 | Broken             | Anna Dodge     |
| 2009 | White Flight       |                |
| 2008 | Maro               | Carnival Child |
| 2006 | With               | Robin Kerr     |
| 2006 | Shades of Grey     | Chelsea        |